# اندرو سیدامون اریستوف
اندرو پی.سیدامون-اریستوف (زاده ۲۰ فوریه ۱۹۶۳) یک حقوقدان و سیاستمدار گرجی تبار و جمهوری خواه اهل ایالات متحده آمریکا است. وی از ژانویه ۲۰۱۰ تا ژوئیه ۲۰۱۵ در زمان فرمانداری کریس کریستی خزانه داری ایالت نیوجرسی را به عهده داشت.وی پیش از آن از سپتامبر ۲۰۰۳ تا نوامبر ۲۰۰۶ به عنوان کمیسر امور مالیاتی و دارایی ایالت نیویورک و از سال ۱۹۹۹ تا ۲۰۰۲ به عنوان کمیسر امور دارایی نیویورک سیتی فعالیت کرد.

## تحصیلات و پیشینه خانوادگی
اریستوف در سال ۱۹۸۵ از دانشگاه پرینستون فارغ التحصیل شد و در سال ۱۹۸۹ مدرک جی دی را از مرکز حقوقی دانشگاه جورج تاون اخذ کرد. وی پس از آن در سال ۲۰۰۲ از دانشگاه نیویورک گواهینامه پیشرفته فناوری اطلاعات را دریافت کرد.
اندرو فرزند حقوقدان گرجی و مقام حکومتی پیشین کنستانتین سیدامون-اریستوف است.